# Kolby Kås
Kolby Kås är en liten hamnort i Danmark. Den ligger i Samsø kommun och Region Mittjylland,  130 km väster om Köpenhamn. Närmaste större samhälle är Tranebjerg, 6 km nordost om Kolby Kås.